# 1950 au cinéma
| Années du cinéma : 1947 - 1948 - 1949 - 1950 - 1951 - 1952 - 1953    |
| Décennies du cinéma : 1920 - 1930 - 1940 - 1950 - 1960 - 1970 - 1980 |

Cet article présente les faits marquants de l'année 1950 au cinéma.

## Événements
- 23 mars : 22e remise des Oscars.
- Septembre : Sortie en France de La Charge héroïque, de John Ford.
- 13 décembre : James Dean commence sa carrière d'acteur dans une publicité pour Pepsi-Cola.

## Principaux films de l'année
- La Beauté du diable de René Clair avec Michel Simon et Gérard Philipe, sorti le 17 mars 1950.
- La Cible humaine : western américain d'Henry King avec Gregory Peck, Helen Westcott, Millard Mitchell, Jean Parker.
- Boulevard du crépuscule (Sunset boulevard) de Billy Wilder avec Gloria Swanson, Erich von Stroheim.
- Le Château de verre, de René Clément
- Chronique d'un amour de Michelangelo Antonioni.
- Le Convoi des braves, western américain de John Ford avec Ben Johnson, Harry Carey Jr., Ward Bond, Joanne Dru.
- Les Enfants terribles de Jean-Pierre Melville avec Nicole Stephane, Edouard Dermithe, Renée Cosima.
- Ève (All about Eve) de Joseph Mankiewicz avec Bette Davis et Anne Baxter, sorti le 22 octobre 1950 à Los Angeles.
- La Flèche brisée (The broken arrow) : western de Delmer Daves, avec James Stewart, Debra Paget et Jeff Chandler, sorti le 20 juillet 1950 à Hollywood.
- Les Forbans de la nuit (Night and the city) : policier britannique de Jules Dassin, avec Richard Widmark, Gene Tierney, Googie Withers.
- Juliette ou la Clé des songes de Marcel Carné avec Gérard Philipe et Suzanne Cloutier.
- Justice est faite d'André Cayatte.
- Los Olvidados de Luis Buñuel.
- Les Onze Fioretti de François d'Assise de Roberto Rossellini avec frère Nazario Gerardi et Aldo Fabrizi.
- Orphée, film de Jean Cocteau.
- Panique dans la rue (Panic in the streets), d'Elia Kazan.
- Quai de Grenelle d'Emil-Edwin Reinert avec Françoise Arnoul et Henri Vidal.
- Quand la ville dort (Asphalt jungle) : policier américain de John Huston avec Sterling Hayden, Marilyn Monroe, Louis Calhern, Sam Jaffe, sorti le 8 juin 1950 à Los Angeles.
- Rashômon de Akira Kurosawa.
- Le Roi Pandore, film français réalisé par André Berthomieu en 1949, sorti le 3 mai 1950.
- La Ronde de Max Ophüls avec Simone Signoret, Daniel Gélin, Serge Reggiani, Simone Simon, Danielle Darrieux, Odette Joyeux, Jean-Louis Barrault, Fernand Gravey, Gérard Philipe.
- Scandale de Akira Kurosawa (Japon) avec Toshirō Mifune et Takashi Shimura.
- Le Troisième Homme, film de Carol Reed, sorti le 13 janvier 1950.
- Winchester '73 d'Anthony Mann.
- Le Prince pirate de Pietro Francisci, avec Vittorio Gassman.

## Récompenses

### Oscars
- Meilleur film : Ève de Joseph Leo Mankiewicz
- Meilleure actrice : Judy Holliday, Comment l'esprit vient aux femmes (Born Yesterday)
- Meilleur acteur : José Ferrer, Cyrano de Bergerac
- Meilleur second rôle féminin : Josephine Hull, Harvey
- Meilleur second rôle masculin : George Sanders, Ève (All About Eve)
- Meilleur réalisateur : Joseph L. Mankiewicz, Ève (All About Eve)

### Festival de Cannes
Dans le monde encore déchiré de l'après-guerre les débuts du Festival de Cannes sont difficiles : contraintes budgétaires, accords respectant plus ou moins le caractère bisannuel de la Mostra de Venise, toutes les éditions jusqu'en 1951 se ressentent de ces difficultés au point qu'en 1948 et 1950 la manifestation n'est pas organisée. Aucun des prix n'est décerné ces années-là. L'annulation du Festival de Cannes 1968 ne permet pas non plus leur attribution en 1968,,,.

### Autres récompenses
- Jour de fête, de Jacques Tati, reçoit le Grand Prix du cinéma français.
- La Ronde  est primé deux fois à la Mostra de Venise.

## Box-office
- France[5] :

| Class. | Titre                     | Pays                  | Réalisateur                      | Box-Office France  |  |
| ------ | ------------------------- | --------------------- | -------------------------------- | ------------------ |  |
| 1.     | Autant en Emporte le Vent | États-Unis            | Victor Fleming                   | 14 563 937 entrées |  |
| 2.     | Cendrillon                | États-Unis d'Amérique | Clyde Geronimi / Wilfred Jackson | 11 873 677 entrées |  |
| 3.     | Nous irons à Paris        |                       | Jean Boyer                       | 6 658 693 entrées  |  |

## Principales naissances
- 12 janvier : Philippe Peythieu
- 24 janvier : Daniel Auteuil
- 15 février : Tsui Hark
- 22 février : 
  - Miou-Miou (Sylvette Herry, dite)
  - Julie Walters
- 25 février : Neil Jordan
- 3 mars : Tim Kazurinsky
- 13 mars : William H. Macy
- 16 mars : Kate Nelligan
- 18 mars : Brad Dourif
- 20 mars : William Hurt († 13 mars 2022).
- 30 mars : Robbie Coltrane († 14 octobre 2022).
- 4 avril : Jeanne Goupil
- 5 avril : Miki Manojlović
- 13 avril : 
  - Ron Perlman
  - William Sadler
- 15 avril : Josiane Balasko
- 16 avril : David Graf († 7 avril 2001).
- 12 mai : Gabriel Byrne
- 13 mai : Joe Johnston
- 22 mai : Nikola Hejko († 13 mai 2009).
- 3 juin : Paulo Branco
- 6 juin : Chantal Akerman († 5 octobre 2015).
- 21 juin : Gérard Lanvin
- 20 juillet : Naseeruddin Shah
- 31 juillet : Richard Berry
- 9 août : Anémone († 30 avril 2019).
- 18 septembre : Shabana Azmi
- 21 septembre : Bill Murray
- 11 octobre : Amos Gitai
- 26 octobre : Dan Gilvezan
- 13 novembre : Patrick Guillemin († 21 août 2011)
- 28 novembre : Ed Harris
- 6 décembre : Maria Zvereva

## Principaux décès
- 3 janvier : Emil Jannings, acteur allemand (° 23 juillet 1884)
- 14 novembre : Monte Carter, acteur américain (° 1884)